# 睡眠関連摂食障害
睡眠関連摂食障害（すいみんかんれんせっしょくしょうがい、英語: sleep-related eating disorder、SRED）は、睡眠した状態で歩き出し、食物を食べる病気。

## 原因、症状
神経性大食症（過食症）が睡眠時に現れるもの。女性に多い。摂食障害と合併する事が多い。睡眠時遊行症と密接に関係する。原因の1つとしてダイエットによるストレスで、また食事制限をすることによって食欲が満たされないために、睡眠時に睡眠状態のまま歩き出し、過食してしまう。食べて満足すると、そのまま寝床へ戻る。これらの症状が睡眠時に無意識に起こるため、症状を自覚しないことが多い。睡眠時に大量に食べてしまうといった症状がほぼ毎日のように繰り返されるため、ダイエットをし始めた後体重が増加するのが特徴。食べた形跡（皿、お菓子のパッケージなど）が残ることが多い。家にある食べ物が無意識のうちになくなるため、自分のためにある食べ物を食べられたとして家族を責めることがある。

## リスク
睡眠関連摂食障害によって体重が増加し肥満が悪化するため、肥満が原因の病気（合併症）を発症しやすい。また、眠ったままで電子レンジ、包丁、コンロなどの調理器具を使って調理するといった行動を取ることもあるため、怪我ややけどのリスクも伴う。